# 多久村
多久村（たくむら）は、佐賀県小城郡にあった村。現在の多久市の一部にあたる。

## 地理
多久盆地の西部に位置していた。
- 河川：牛津川[2]
- 山岳：鬼ノ鼻山、徳蓮岳、八幡岳、女山（船山）[2]

## 歴史
- 1889年（明治22年）4月1日、町村制の施行により、小城郡多久町が単独で村制施行し、多久村が発足[1][2]。大字は編成せず[2]。
- 1913年（大正2年）電気点灯[2]
- 1923年（大正12年）当村出身の実業家高取伊好が図書館を寄贈した[2]。
- 1938年（昭和13年）郵便局開設[2]
- 1954年（昭和29年）10月1日、小城郡東多久村、南多久村、西多久村、北多久町と合併し、市制施行し多久市を新設して廃止された[1][2]。合併後、多久市多久町となる[2]。

## 産業
- 農業、商業、工業、鉱業[2]
- 産物：石炭[2]
- 養蚕業は1931年（昭和6年）が最盛期であった[2]。

### 鉱山
1915年（大正4年）多久炭鉱が開業し、1925年（大正14年）に休業。1948年（昭和23年）明治佐賀炭鉱に改称して採炭を再開した。

## 交通

### 乗合馬車・自動車
- 1915年（大正4年）多久西町 - 莇原間に6人乗り高等馬車運行[2]。
- 1919年（大正8年）武雄 - 莇原間に乗合自動車を運行[2]。

## 教育
1908年（明治41年）多久村外2か村組合立の多久女子実業補習学校が開校し、1933年（昭和8年）まで存続した。

## 村長
- 多久龍三郎